# Pokrow (Ukraina)
Pokrow (ukr. Покров) – miasto na Ukrainie, w obwodzie dniepropetrowskim.

## Historia
Miejscowość została założona w 1934 roku pod nazwą Ordżonikidze (Орджонікідзе). Od 1938 roku miejscowość posiada status osiedla typu miejskiego. Miasto od 1956.
W 1989 liczyła 45 806 mieszkańców.
W 2013 liczyła 41 374 mieszkańców.
W dniu 2 kwietnia 2016 roku pod obecną nazwą Pokrow.